# Ahlem Mosteghanemi
Ahlem Mosteghanemi (em árabe: أحلام مستغانمي‎‎) (Tunes, Tunísia, 13 de abril de 1953) é uma escritora argelina que tem sido apelidada de "a escritora árabe mais conhecida do mundo". Actualmente vive em Birute com o seu marido e tem três filhos.
Durante mais de 35 anos, Ahlem contribuiu para a literatura árabe através do seu trabalho sentimental e poético. Além disso, através dos seus trabalhos ela ajudou na luta contra a corrupção, injustiça, regimes totalitários, fundamentalismo, novas formas de colonização e contra a denegrimento dos direitos das mulheres. As suas citações, tanto sobre amor como sobre política, são muito usadas pela comunidade árabe. Em Janeiro de 2016, a autoria é seguida por mais de 11 milhões de fans no Facebook e mais de 700 mil no Twitter.

## Trabalhos

### Obras
1. Zakirat el Jassad (As Pontes de Constantino) - Publicado em 1993, 34 edições impressas. Considerado pelos críticos como um ponto de viragem da literatura árabe.
2. Fawda el Hawas (Caos dos Sentidos) - Publicado em 1997, 30 edições impressas.[4]
3. Aber Sareer (Bed Hopper) - Publicado em 2003, 22 edições impressas
4. El Aswad Yalikou Biki (O Preto assenta-te muito bem) - Publicado em 2012

### Antologias
1. Ala Marfa al Ayam (No Porto dos Dias) - Publicado em 1973
2. Al Kitaba fi Lahdat Ouray (Escrever num Momento de Nudez) -Publicado em 1976
3. Algérie, femmes et écriture (Argélia, Mulheres e Escritura) - Publicado em 1985
4. Akadib Samaka (Mentiras de um Peixe) - Publicado em 1993
5. Nessyane.com (A Arte de Esquecer) - Publicado em 2009[4]

### Academic research
1. Pesquisa Académica para a sua tese de doutoramento, Paris, 1982.

A UNESCO passou todas as suas obras e trabalhos literários para Braille, para os leitores cegos.

## Traduções
A maior parte dos trabalhos de Ahlem foram publicados em inglês pela Bloomsbury Publishing, que inclui:
- "Zakirat el Jassad" (Memória da Carne), publicado com o título "As pontes de constantino" em 2013.
- "Fawda el Hawas" (Caos dos Sentidos), publicado em 2015.
- "Aber Sareer" (Bed Hopper), publicado sob o título "O pó das promessas" em 2016.
- "Nessyan.com" (A Arte de Esquecer), publicado em 2011.

## O seu trabalho literário no currículo
Os trabalhos de Ahlem têm sido adoptados no currículo de várias universidades de escolas secundários um pouco por todo o mundo, e dezenas de teses submetidas em universidades têm sido influenciadas ou baseadas nos seus trabalhos literários. O Ministério da Educação de França usou partes do livro "As Pontes de Constantino" para um teste em 2003. Os seus trabalhos têm vindo a ser traduzidos em vários línguas por editoras prestigiadas.
Ela também trabalhou como professora temporária em muitas universidades por todo o mundo, incluindo a Universidade Americana de Beirut, a Unidade de Maryland, a Universidade de Sorbonne, a Universidade Montpellier, a Universidade de Lyon, a Universidade de Yale, o MIT Boston e a Universidade de Michigan.